# Castell de Dénia
Castell de Dénia är ett slott i Spanien.   Det ligger i provinsen Provincia de Alicante och regionen Valencia, i den östra delen av landet, 400 km sydost om huvudstaden Madrid. Castell de Dénia ligger 48 meter över havet.
Terrängen runt Castell de Dénia är platt åt nordväst, men söderut är den kuperad. Havet är nära Castell de Dénia åt nordost.Runt Castell de Dénia är det ganska tätbefolkat, med 222 invånare per kvadratkilometer. Närmaste större samhälle är Denia, 0,28 km sydväst om Castell de Dénia. Trakten runt Castell de Dénia består till största delen av jordbruksmark.